# Villa Literno (stacja kolejowa)
Villa Literno (wł: Stazione di Villa Literno) – stacja kolejowa w Villa Literno, w regionie Kampania, we Włoszech. Znajduje się tu 5 peronów.